# Offenburg

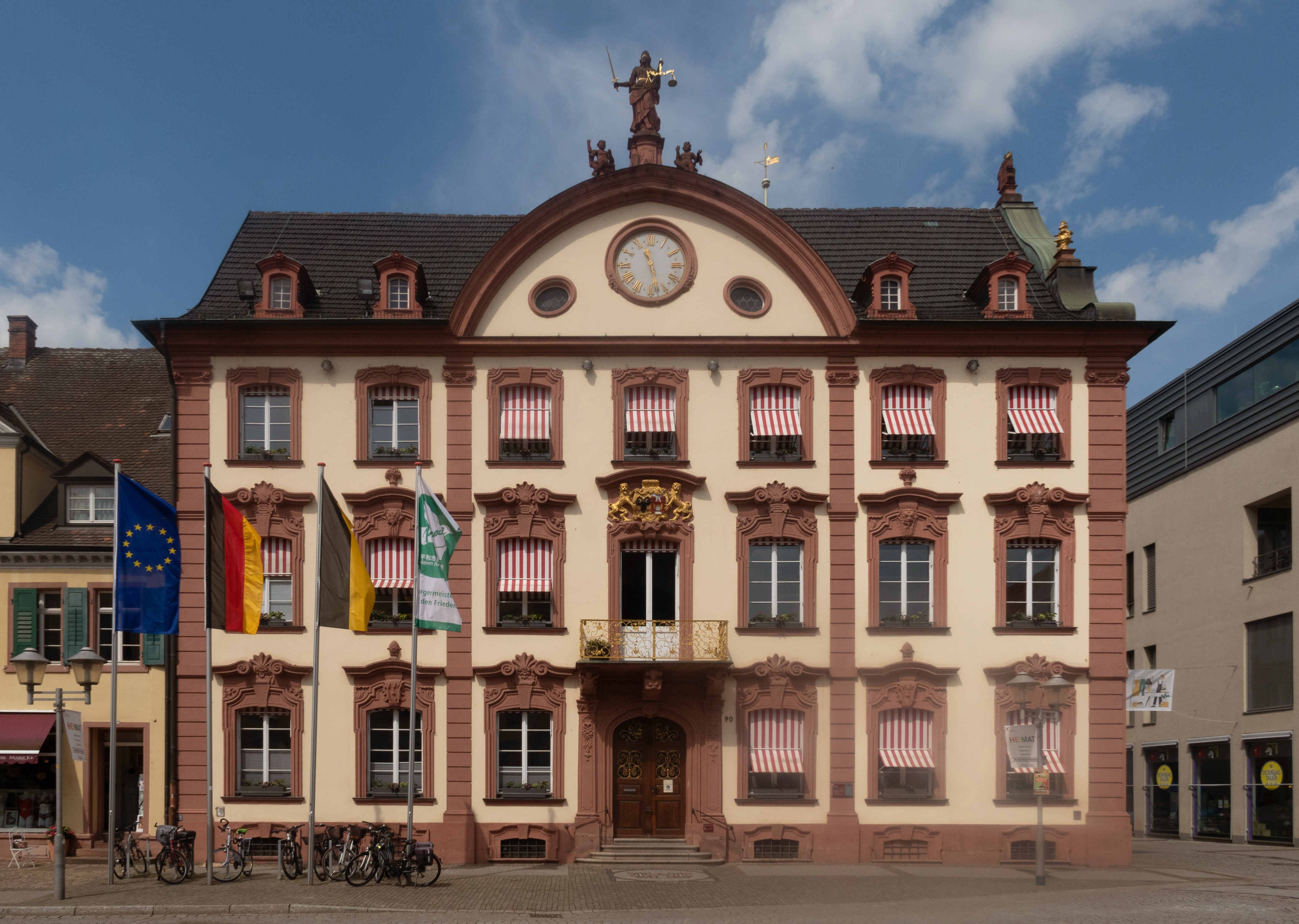
Het stadhuis van Offenburg in 2022

Offenburg is een plaats in de Duitse deelstaat Baden-Württemberg. Het is de Kreisstadt van het Ortenaukreis. De stad telt 60.388 inwoners.

## Geografie
Offenburg ligt ongeveer midden tussen Karlsruhe en Freiburg en 20 kilometer ten zuidoosten van Straatsburg. De stad ligt als "Poort naar het Zwarte Woud" aan de monding van het Kinzigdal in de Boven-Rijnse Laagvlakte. De Kinzig stroomt vanuit het Zwarte Woud door Offenburg en mondt verder westwaarts uit in de Rijn.
Naast de kernstad behoren Bohlbach, Bühl, Elgersweier, Fessenbach, Griesheim, Rammersweier, Waltersweier, Weier, Winschläg, Zell-Weierbach en Zunsweier als stadswijken tot Offenburg.

## Geschiedenis
Offenburg was een tot de Zwabische Kreits behorende rijksstad binnen het Heilige Roomse Rijk.
De stad wordt voor het eerst in 1101 vermeld. De hertogen van Zähringen bouwden toen een burcht in hun functie van graaf van de Mortenau (later Ortenau). Bij de burcht ontstond een stadje. In 1148 werd het als Castrum Offinburc vermeld. In de strijd om de erfenis van de dynastie Zähringen lijfde keizer Frederik II de Ortenau met Offenburg bij het rijksgoed in. Omstreeks 1235 verhief hij Offenburg tot rijksstad.
In de veertiende eeuw werd de stad verpand aan de bisschop van Straatsburg, later ook aan de keurvorst van de Palts en de graaf van Fürstenberg. In 1504 ontstond een klein territorium, doordat de stad van keizer Maximiliaan na de Landshuter Successieoorlog de dorpen Kinzigdorf en Uffhofen ontving. De reformatie werd in 1525 ingevoerd, in 1530 gevolgd door een contrareformatie. Omstreeks 1550 breidden de aartshertogen van Oostenrijk hun macht in de regio uit door de inlijving van het rijksgoed in de Ortenau. De stad werd de zetel van de keizerlijke landvoogd in de Ortenau. Dit alles vormde een bedreiging voor de zelfstandigheid van de rijksstad. In vereniging met de naburige rijkssteden Gengenbach en Zell am Harmersbach werd deze verdedigd. Na veel schade in de Dertigjarige Oorlog werd de stad in 1689 tijdens de Paltsische Successieoorlog vrijwel volledig verwoest. Van 1701 tot 1771 werd Offenburg met de andere bezitting in de Ortenau als leen in het bezit van de markgraven van Baden-Baden. In deze tijd vond het herstel van de stad plaats.
In de Reichsdeputationshauptschluss van 25 februari 1803 werd in paragraaf 5 de inlijving bij het nieuwe keurvorstendom Baden vastgesteld.
In de aanloop van de Badense revolutie, deel van de Maartrevolutie van 1848/1849, werd in de herberg Salmen op 12 september 1847 het "Offenburger programma" geopenbaard, dat dertien eisen namens "het volk van Baden" bevatte. Naast de afscheiding van de besluiten van Karlsbad werden ook grond- en mensenrechten zoals persvrijheid en een progressieve inkomstenbelasting geëist. Op 19 maart 1848 vond de Offenburgse volksassemblee met 20000 deelnemers plaats, die de eisen van 1847 bekrachtigde en uitbreidde.
Begin jaren '70 werd in verband met een gemeentelijke herindeling 11 voormalig zelfstandige stadsdelen in de stad ingelijfd.

## Bestuur

### Burgemeesters sinds 1949
- Karl Heitz (1949–1975)
- Martin Grüber (1975–1989)
- Wolfgang Bruder (1989–2002)
- Edith Schreiner (2003–2018)
- Marco Steffens (sinds 2018)

### Bondsdagafgevaardigde (Directmandaat)
- Dr. Wolfgang Schäuble (CDU)

## Cultuur en bezienswaardigheden

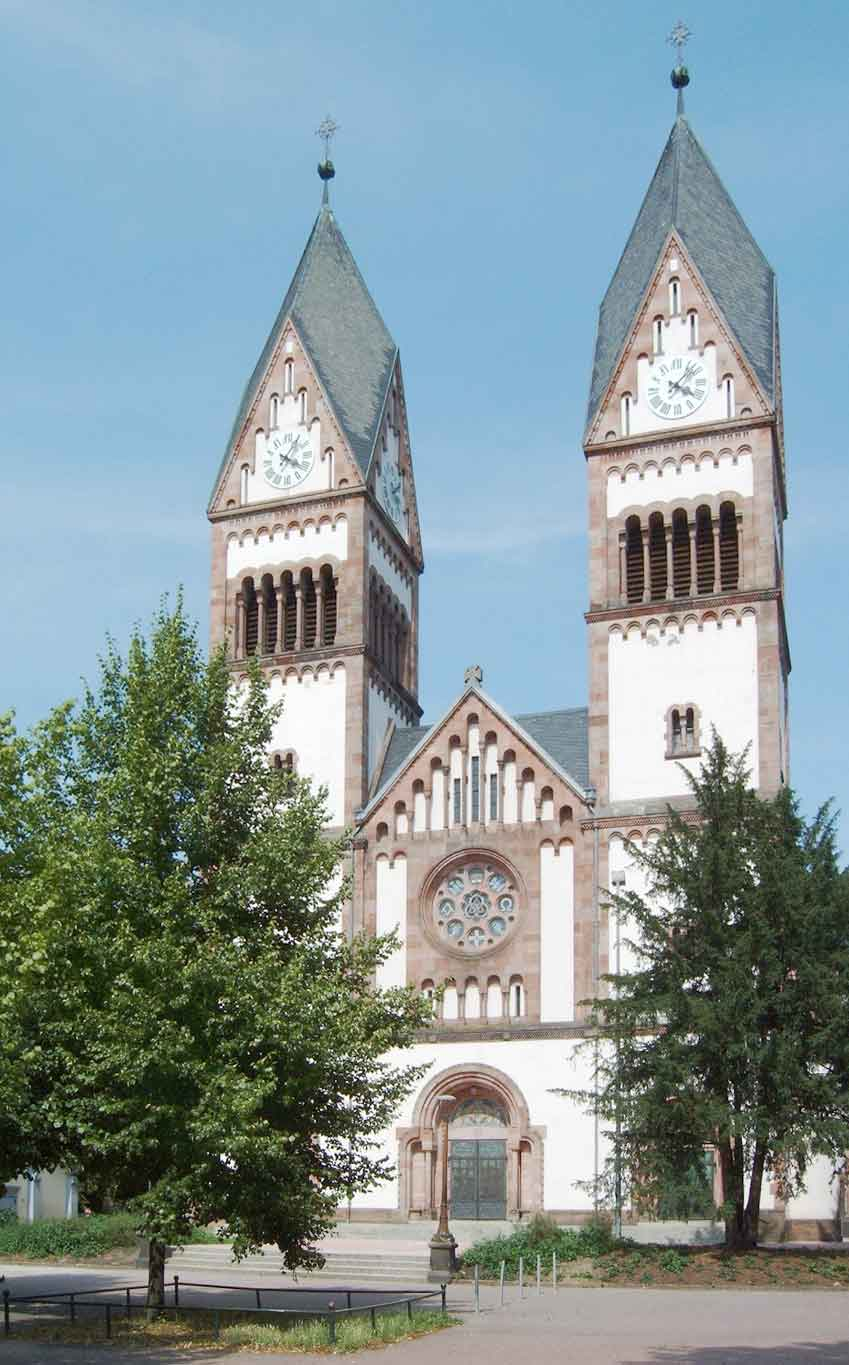
De Dreifaltigkeitskirche in Offenburg in 2004

Offenburg heeft enkele historische bouwwerken waaronder het Gasthaus Salmen, het Jodenbad, het Ridderhuis, het voormalig koningshof, het raadhuis, het Salzhaus en de Dreifaltigkeitskirche.

## Verkeer

### Wegverkeer
Afslag 55 van de Bundesautobahn 5 is pakweg 5 km van het stadscentrum verwijderd. Verder is de stad bekend om zijn fietstoegankelijkheid.

### Spoorwegen
Station Offenburg is een spoorknooppunt in het passagiersvervoer en is het startpunt van de
Schwarzwaldbahn. De vroegere economische betekenis als spoorwegstad is na het sluiten van de herstelwerkplaats en het rangeerterrein echter verloren gegaan.

### Wijnbouw
Offenburg ligt in het wijnbouwgebied Baden. Hier en in Fessenbach, Zell-Weierbach en Rammersweier rijpen met name Rieslingdruiven.

## Partnersteden
- Altenburg (Duitsland)

## Bekende personen

### Geboren in Offenburg
- Lorenz Oken (Bohlsbach (tegenwoordig stadsdeel van Offenburg), 1 augustus 1779 – Zürich, 11 augustus 1851), gerenommeerd natuurkundige en oprichtingsrector van de universiteit Zürich.
- Gustav Rée (Offenburg, 16 november 1810 – Freiburg im Breisgau, 7 augustus 1869), Badisch politicus.
- Erika Heymann  (Offenburg, 31 Augustus 1895 - Amsterdam, 6 april 1950), verzetsstrijders in de Tweede Wereldoorlog
- Hanns-Martin Schleyer (Offenburg, 1 mei 1915 – bij Mulhouse, 18 oktober 1977), manager en economisch functionaris.
- Aenne Burda (Offenburg, 28 juli 1909 – aldaar, 3 november 2005), uitgeefster van tijdschriften.
- Kurt-Peter Müller, (Offenburg, 10 maart 1894 - Pfullingen,11 februari 1993), arts en generaal in de SS.

### Overleden in Offenburg
- Franz Burda (Philippsburg, 24 februari 1903 – Offenburg, 30 september 1986), uitgever en oprichter van de Burda-uitgeverij.